# Spodnje Konjišče
Spodnje Konjišče je naselje u slovenskoj Općini Apači. Spodnje Konjišče se nalazi u pokrajini Štajerskoj i statističkoj regiji Pomurju. 

## Stanovništvo
Prema popisu stanovništva iz 2002. godine naselje je imalo 45 stanovnika.